# اداره پست کانادا

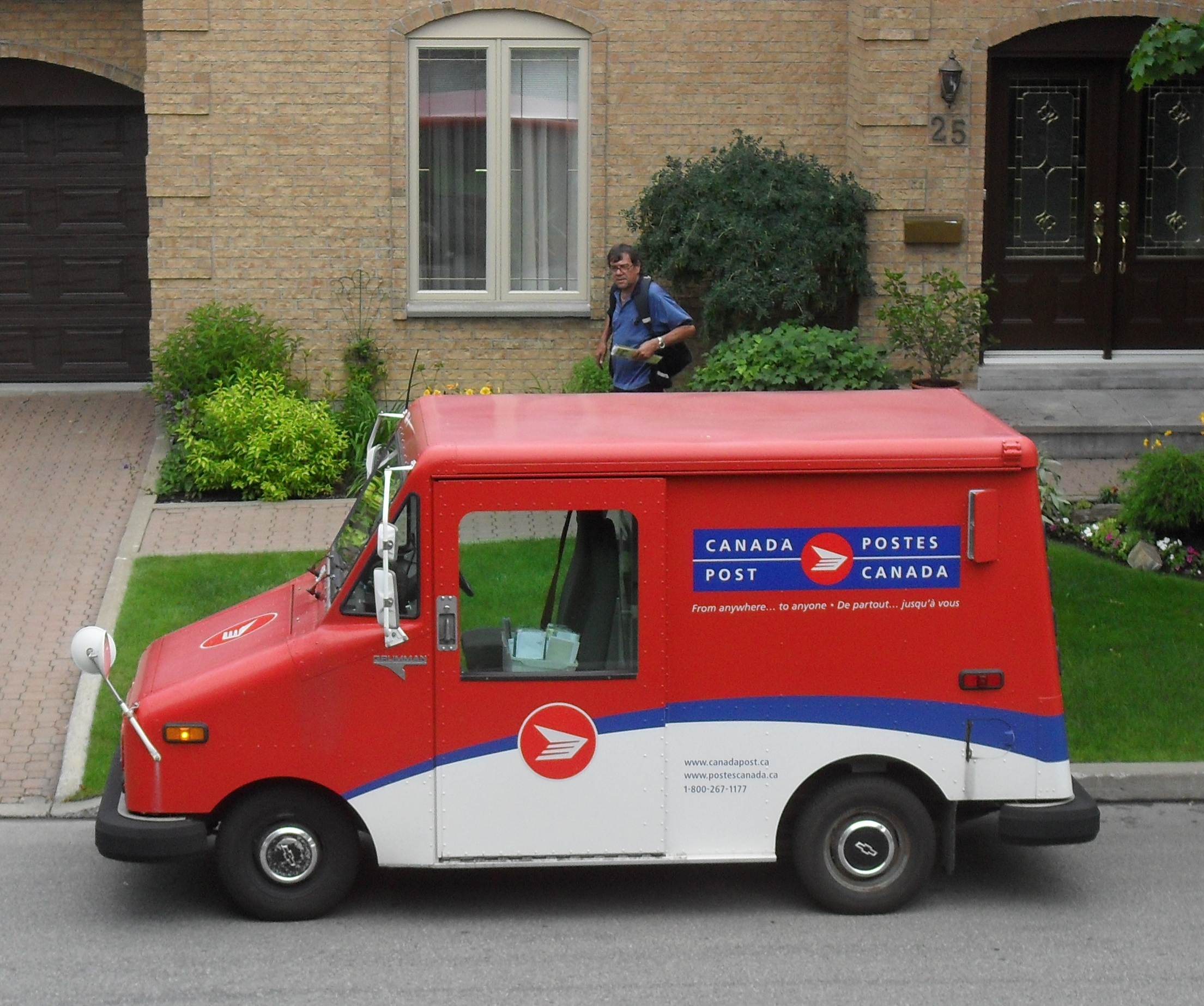
اداره پست کانادا اعلام کرد به علت کمبود تعداد کارکنان، ارسال بسته‌ها و نامه‌های پستی در هفته‌های آینده با تاخیر مواجه خواهد شد.این شرکت اعلام کرده است: “شرایط همه‌گیری سویه اُمیکرون به سرعت تغییر می‌کند و کارکنان فعال را تحت تاثیر قرار داده است

اداره پست کانادا یک سازمان دولتی است که در ابتدای کار و پیش از سال ۱۸۶۷ در قالب یک بنگاه خصوصی فعالیت خود را آغاز نموده بود که عمده فعالیت‌های پستی کانادا را عهده‌دار بود. این اداره در سال ۱۸۶۷ تغییر مالکیت داد و تحت نظر دولت کانادا ادامه فعالیت نمود.

## نامگذاری
شرکت پست کانادا شناخته شده‌تر با نام اداره پست کانادا (به فرانسوی: Société canadienne des postes یا ساده‌تر Postes Canada) است.
اداره پست کانادا (به فرانسوی: Postes Canada) فدرال شناسایی نام برنامه است. نام قانونی این اداره شرکت پست کانادا و (به فرانسوی: Société canadienne des postes) می‌باشد.
در طول دهه ۱۹۸۰ و بیشتر دهه ۱۹۹۰ نام شرکت به شکل کوتاه نامه (به انگلیسی: Mail) و پست (به فرانسوی: poste) به صورت پست نامه (به انگلیسی: Mail poste) و در کانادا نیز به همین شکل و در کبک نیز با نوشتار Poste Mail استفاده می‌شد. اگرچه هنوز در تبلیغات به زبان انگلیسی این شرکت با عنوان کانادا پست (به انگلیسی: Canada Post) معرفی می‌گردد.

## فعالیت‌ها
اداره پست کانادا به صورت روزانه به ۱۴ میلیون آدرس پستی سرویس‌دهی و خدمات‌دهی می‌کند و ۴۰میلیون محموله را تحویل می‌دهد.